# Farkasvakság
A farkasvakság (nyctalopia), más néven éjszakai vakság a látás funkcióinak romlásával járó állapot.
A farkasvakságban szenvedő beteg gyenge fényviszonyok között (szürkületben, félhomályban) feltűnően rosszul lát, mert szeme csak nagyon lassan vagy alig képes alkalmazkodni a fény utáni sötétséghez. Ennek oka a pálcikák (a szem ideghártyájának szélén elhelyezkedő látóidegsejtek) pusztulása vagy működésképtelenné válása, aminek hátterében vagy az A-vitamin hiánya, vagy a retinitis pigmentosa nevű veleszületett betegség(csoport) áll. A farkasvakságnak más örökletes változatai is vannak, pl. az Oguchi-szindróma, ami az S-arrestint kódoló gént érinti, valamint a Nougaret-típus, amely autoszomális domináns öröklődésű.
A továbbiakban főként az A-vitaminhiányos farkasvakságról lesz szó. A retinitis pigmentosát (RP) az adott szócikk tárgyalja bővebben.

## Leírása, okai
A farkasvakságot, más néven éjszakai vakságot gyakran az A-provitamin hiánya okozza. E hiánybetegségben csökken a látásfunkciókban alapvető szerepet játszó a purpurin nevű fehérje termelése.
Az A-vitamin nem csak a normális látáshoz, de a szövetnövekedéshez, csontfejlődéshez és a fertőzések elleni védelemhez is szükséges. Az immunrendszer működését fokozó hatása legfőképpen a légúti fertőzéseknél érvényesül. Hámvédő vitaminnak is nevezik, mert fenntartja a hámsejtek épségét.
Az emberi növekedési és hormon képzéséhez is szükséges, ennek megfelelően segíti elsősorban a csontok és fogak növekedését.
A betegség kialakulásának okai a fejlett országokban, így hazánkban is nem a hiányos bevitel, hanem a szervezet felszívódási, vagy anyagcsere zavarai lehetnek.
Mivel a vitamin zsíroldékony formában a bélrendszeren át szívódik fel, az emésztőszervi betegségekben szenvedők esetén (pl. cisztás fibrosis, hasnyálmirigy-elégtelenség, gyulladásos bélbetegségek, epeproblémák stb.) fokozott a vitaminhiány kialakulásának veszélye.
Krónikus alkoholizmus fennállásakor a szervezet kevésbé tudja az A-vitamint előállítani a felvett előanyagokból.
Az egyidejűleg fennálló cink- vagy vashiány fokozhatja az A-vitaminhiány következtében fellépő tüneteket.

## Tünetei
A vitaminhiányos farkasvakságra a már említett rossz éjszakai látás mellett jellemző az étvágytalanság, tartós vitaminhiány esetén bőr és nyálkahártya-betegségek, bőr- és fogelváltozások alakulhatnak ki. A haj törékennyé válik, a körmök is berepedezhetnek.
Károsodik az immunrendszer, csökken a fertőzésekkel szembeni ellenállás.
A betegség egyik legelső tünete a – főleg légúti – betegségekkel szembeni fokozott fogékonyság.
A különböző szembetegségek által okozott farkasvakságnak nincsenek hasonló tünetei.

## Kórlefolyás
Az A-vitaminhiány súlyosabb eseteiben a farkasvakság mellett szemszárazság, fényérzékenység, szaruhártya-lágyulás léphet fel. Előrehaladott formában a szem kötőhártyájának, illetve szaruhártyájának a kiszáradása nagyfokú látásromláshoz, valamint teljes vakságot okozhat.
A nyálmirigyek sorvadnak, a nyálkahártyák kiszáradnak, szájgyulladás, a bőrön pedig kiszáradás, repedezések, elszarusodás lép fel. Gyermekkorban lassul a növekedés.

## Előfordulás
A hiánybetegség a 2–5 éves gyermekek körében fordul elő leggyakrabban, általános alultápláltság részeként. Földünkön mintegy 75 fejlődő országban, hozzávetőlegesen 230 millió gyermeket érintenek a vitaminhiány tünetei. Évente kb. 350 000 gyermek vakul meg A-vitamin hiány következtében, ezeknek 60%-a meg is hal a hiánybetegség miatt.
A fejlődő országokban nemcsak a gyermekek, hanem - a fokozott szükséglet miatt - a terhes- és szoptató anyák is ki vannak téve a vitaminhiány veszélyének.
Nálunk általában csak betegségekhez (pl. himlő, kanyaró) illetve felszívódási zavarokhoz (pl. bélbetegségek) kapcsolódva, átmenetileg fordul elő.
A farkasvakságot okozó szembetegségek ritkábbak.

## Kezelés
A tünetek észlelésekor lényeges a szemorvosi vizsgálat és az A provitamin bevitele. Az ősi Kínában már 3500 évvel ezelőtt felismerték, hogy a farkasvakság (szürkületi vakság) a jelentős A-vitamin tartalmú máj fogyasztásával gyógyítható.
Hiánytünetek esetén a megfelelő vitaminbevitel meghatározásához érdemes az orvossal konzultálni.
A jelenlegi RDA ajánlás szerint korcsoportonként az alábbi vitaminfelvétel javasolt:
- 1 éves, vagy fiatalabb gyermekek – 375 µg
- 1-3 éves gyermekek – 400 µg
- 4-6 éves gyermekek – 500 µg
- 7-10 éves gyermekek – 700 µg
- 10 évnél idősebb, férfi – 1000 µg
- 10 évnél idősebb, nő – 800 µg

Az A-vitamin adása a retinitis pigmentosát is lassítja.

## Gyógyulás
Megfelelő vitaminbevitel esetén a tünetek viszonylag gyorsan javulnak. A már kialakult vakság (a pálcikák teljes pusztulása esetén) nem gyógyítható.
A retinitis pigmentosa gyógyíthatatlan, és megállíthatatlan, csak lassítható.

## Megelőzés
A megelőzés elsődlegesen a rendszeres vitamin-bevitelt jelenti.
Az A-vitamin zsíroldékony vegyület, ennek megfelelően a szervezet (elsősorban a máj, kisebb mértékben a zsírszövet, a tüdő és a vesék) képes raktározni. Felnőtt szervezet esetén a máj egyéves A-vitamin szükségletet képes raktározni, gyermekek esetén a raktár csak néhány hétre elegendő.
A vitamin napi szükséglete: 0,8–1 mg. vagy 5000 IU (Nemzetközi Egység) felnőttek, és legfeljebb 8000 IU terhes nők esetén.
Legfontosabb természetes forrásai a vaj, tojássárgája, máj, vese, piros és sárga zöldségek, gyümölcsök – pl. paradicsom, sárgarépa, narancs, sütőtök (ezek festékanyaga – a béta karotin – az emésztőrendszerben alakul A-vitaminná). A-vitamint tartalmaznak továbbá a tejtermékek, tengeri halak, vitaminozott margarinok, leveles zöldségek.
Jelenleg nincs ismert módszer az örökletes farkasvakságok kialakulásának megakadályozására.

## Túladagolás
A-vitamin nagyon jól felszívódik, de túlzott bevitel esetén a szervezet egy határon túl nem képes fokozni a lebontását. A tolerálható vitaminbevitel felső határa felnőtt esetén napi 3000 µg vagy 10.000 IU.
Az A-vitamin túladagolása természetes formában történő bevitel esetén csak extrém esetekben (pl. sarkvidéki állatok májának fogyasztása) fordul elő. A béta-karotin az A-vitamin előanyaga, ez adja az egyes zöldség- és gyümölcsfélék sárgás–narancssárgás színét. A szervezetben alakul át A-vitaminná. Ennek túladagolása nem fordulhat elő, mert a szervezet biztonságosan üríti a felesleget. Terhes nőknek viszont nem ajánlatos a máj fogyasztása, mert a magzat sokkal érzékenyebb az A-vitaminra.
Gyakoribb a táplálék kiegészítőkkel, vitaminkapszulákkal történő túladagolás. A vitamin túladagolás jellemző tünetei: hajhullás, bőrgyulladás- és hámlás, fáradtság, homályos látás, hányinger, a bőr narancsos árnyalatúvá válása. A mérgezési szintet elérő vitamin túladagolás növekedési visszamaradást, hajhullást, máj- és lépmegnagyobbodást, extrém esetben halált okozhat.